# Meioneta birulaioides
Meioneta birulaioides là một loài nhện trong họ Linyphiidae.
Loài này thuộc chi Meioneta. Meioneta birulaioides được Jörg Wunderlich miêu tả năm 1995.